# Pacific City (Oregon)
Pacific City az Amerikai Egyesült Államok északnyugati részén, Oregon állam Tillamook megyéjében elhelyezkedő település.
Pacific City önkormányzattal nem rendelkező, úgynevezett statisztikai település; a Népszámlálási Hivatal nyilvántartásában szerepel, de közigazgatási feladatait Tillamook megye látja el.A 2010. évi népszámlálási adatok alapján 1 035 lakosa van. Területe 10 km², melyből 0,3 km² vízi.
Fő látványossága a Cape Kiwanda State Natural Area.

## Történet
Mr. Johnson, egy halászhajó szakácsa 1845-ben a Columbia-folyó mentén hajózott, amikor a Willamette-völgybe tévedt. Champoegben nekiállt a növényzet kiirtásához, de az okozott erdőtűz hamar terjedni kezdett. A szembeszél miatt a parton továbbterjedt Yamhillra; a hetekig tartó tűzben 6 100 km²-nyi erdő megsemmisült – ez az USA történetében a legnagyobb, egy erdőtűzben megsemmisült terület. Ugyan telepesek nem éltek a hegyektől nyugatra, ám az indiánok – számuk 1830–41 között a malária és egyéb járványok miatt 80%-kkal csökkent – költözésre kényszerültek.
A nestugga indiánok Woodstól északra, Pacific Cityben telepedtek le. Néhány hétig füstöt észleltek, majd meglepődtek, amikor a tűz átterjedt otthonaikra. A Nagy Nestucca-folyón lekenuztak az óceánra, és a Nestucca-völgy és az óceán közötti, körülbelül 800 méter széles homokos területen találtak menedékre. Néhány hét után a lehulló csapadék ugyan eloltotta tüzet, de az így is nagy károkat okozott – az erdők megsemmisültek, a vadak pedig megfulladtak a felmelegedett folyóban.
A Nestucca-völgy halban gazdag vidék volt, így az indiánok a tűz pusztítása ellenére is túlélhettek; viszont 1854-ben megérkeztek az első telepesek a Tillamook-völgybe, így 1876-ban Fő Nestugga Bill és a 200 megmaradt indián költözni kényszerült a Salmon- és Siletz-folyók mellé.
Sokan gőzhajóval, mások a hegyek felől érkeztek. Woods városát az újonnan érkezők ellátására szükséges anyagok tárolására, és a telepesek kereskedőhelyévé alakították ki. 1886-ban a Linewebber and Brown konzervgyár elkezdett a Nestucca-völgy halállományából profitálni; 12 000 doboznyi lazackonzervet értékesítettek, ezzel a térség fő gazdasági ütőerének számítottak a fa- és tejiparral együtt egészen 1926-ig. Ezzel együtt a hely a középnyugatiak (akik nem látták még az óceánt) kedvenc vakációhelye lett.
Thomas Malaney 1893-ban az akkor Ocean Park nevet viselő várost a folyó túlpartján, Woodsszal szemben jelölte ki. Az 1894-es árvíz elmosta az első telkeket; ekkor a város délebbre, magasabbra költözött. A Willamette-völgyből érkező turisták számára épült 1895-ben a Sea View (később Edmundes) Hotel. A nyaralók számára később egyéb kiszolgáló-épületek és kempingek is épültek, valamint a Ferry Streetet leburkolták az autók számára.
A kisváros a Washington állambeli Ocean Parkkal való összetévesztés elkerülésére a Pacific City nevet 1909-ben vette fel. A hálós túlhalászás eredményeképp a térségben jelentősen csökkent a halállomány; a helyi halászok ezért ezután csónakokból, kézzel halásztak; később a kereskedelmi hajók újraindulása miatt felhagytak ezzel; mára mindössze néhányuk őrzi a hagyományt. 1920-tól az sötétebb 1930-as évekig a turizmus volt a fő bevételi forrás. A színészek és pilóták csalogatására repülőteret is emeltek, valamint új utak és hidak épültek.

## Népesség

### 2010
A 2010-es népszámláláskor 1 035 lakója, 508 háztartása és 306 családja volt. A népsűrűség 106,7 fő/km². A lakóegységek száma 1 392, sűrűségük 143,5 db/km². A lakosok 91,9%-a fehér, 0,4%-a afroamerikai, 1,3%-a indián, 0,7%-a ázsiai, 2,2%-a egyéb-, 3,6% pedig kettő vagy több etnikumú. A spanyol vagy latino származásúak aránya 6% (4,8% mexikói, 0,7% Puerto Ricó-i, 0,2% kubai, 0,3% pedig egyéb spanyol/latino származású).
A háztartások 14,4%-ában élt 18 évnél fiatalabb. 49,4% házas, 6,9% egyedülálló nő, 3,9% pedig egyedülálló férfi; 39,8% pedig nem család. 32,7% egyedül élt; 17,3%-uk 65 éves vagy idősebb. Egy háztartásban átlagosan 2,04 személy élt; a családok átlagmérete 2,52 fő.
A medián életkor 55,4 év volt. A lakók 15,6%-a 18 évesnél fiatalabb, 2,9% 18 és 24 év közötti, 15,6%-uk 25 és 44 év közötti, 35,7%-uk 45 és 64 év közötti, 30,2%-uk pedig 65 éves vagy idősebb. A lakosok 51,2%-a férfi, 48,8%-uk pedig nő.

### 2000
A 2000-es népszámláláskor 1 027 lakója, 485 háztartása és 317 családja volt. A népsűrűség 106 fő/km². A lakóegységek száma 1 090, sűrűségük 112,5 db/km². A lakosok 94,16%-a fehér, 1,75%-a indián, 0,58%-a ázsiai, 2,04%-a egyéb-, 1,46% pedig kettő vagy több etnikumú. A spanyol vagy latino származásúak aránya 3,02% (2,4% mexikói, 0,2% Puerto Ricó-i, 0,4% pedig egyéb spanyol/latino származású).
A háztartások 13,4%-ában élt 18 évnél fiatalabb. 54,8% házas, 6,6% egyedülálló nő; 34,6% pedig nem család. 30,1% egyedül élt; 14,8%-uk 65 éves vagy idősebb. Egy háztartásban átlagosan 2,12 személy élt; a családok átlagmérete 2,55 fő.
A lakók 16,1%-a 18 évnél fiatalabb, 4%-a 18 és 24 év közötti, 17,6%-a 25 és 44 év közötti, 35%-a 45 és 64 év közötti, 27,4%-a pedig 65 éves vagy idősebb. A medián életkor 53 év volt. Minden 100 nőre 96,7 férfi jut; a 18 évnél idősebb nőknél ez az arány 94,1.
A háztartások medián bevétele 33 250 amerikai dollár, ez az érték családoknál $55 368. A férfiak medián keresete $26 042, míg a nőké $26 250. Az egy főre jutó bevétel (PCI) $25 819. A családok 8,4%-a, a teljes népesség 7,9%-a élt létminimum alatt; a 18 év alattiaknál ez a szám 23,8%.

## Infrastruktúra
A területen helyezkedik el a National Science Foundation obszervatóriuma.

Pacific City 4,5 km-re fekszik a 101-es úttól. Itt található az Oregon Department of Aviation által működtetett Pacific City állami repülőtér; valamint Tillamook irányába busszal is el lehet jutni.

## Fordítás
Ez a szócikk részben vagy egészben  a   Pacific City, Oregon című angol Wikipédia-szócikk ezen változatának fordításán alapul.  Az eredeti cikk szerkesztőit annak laptörténete sorolja fel. Ez a jelzés csupán a megfogalmazás eredetét és a szerzői jogokat jelzi, nem szolgál a cikkben szereplő információk forrásmegjelöléseként.